# 沙特阿拉伯国王
沙特阿拉伯王國国王是沙特阿拉伯的国家元首和专制君主（即政府首脑）。国王亦拥有“两圣地监护人”的头衔，于1986年取代原先的“陛下”，象征其对麦加禁寺和麦地那先知寺的管辖权。
沙特阿拉伯国王是世界上少数拥有实权的君主。王室拥有至高无上的权力。

## 历史
阿卜杜勒-阿齐兹（又称本·沙特）于1902年开始对今沙特阿拉伯地区进行征服，使其家族重夺利雅得埃米尔之位。此后他又征服了内志（1922年）和汉志（1925年），其称号由内志苏丹发展为汉志与内志国王，最后于1932年成为沙特阿拉伯国王。

## 继承
自本·沙特死后的所有国王都为其子，且此后继承萨勒曼王位的继承人也应当为其直系后代。本·沙特之子在继承王位上有优先权，这与西方君主制明确界定的王室和继承顺位有明显不同。

## 法律地位
沙特阿拉伯根据伊斯兰教法管辖，自称为伊斯兰国，但许多穆斯林认为世袭君主制与伊斯兰教教义并不相符。

## 其他职权
沙特阿拉伯国王亦为沙特王朝领袖和沙特阿拉伯首相。王储为副首相。费萨尔之后的多数国王亦在王储后任命“第二副首相”为下一位继承人。

## 沙特阿拉伯国王列表（1932年－至今）
| 称呼                                  | 生平                                  | 统治始        | 统治终                   | 注释                                                              | 王朝 | 肖像                     |
| ------------------------------------- | ------------------------------------- | ------------- | ------------------------ | ----------------------------------------------------------------- | ---- | ------------------------ |
| 阿卜杜勒-阿齐兹 - 本·沙特 - Abdulaziz | 1876年11月26日－1953年11月9日（76歲） | 1932年9月22日 | 1953年11月9日            |                                                                   | 沙特 | Ibn Saud of Saudi Arabia |
| 沙特 - Saud                           | 1902年1月12日－1969年2月23日（67歲）  | 1953年11月9日 | 1964年11月2日 （被废黜） | 本·沙特与瓦德哈赫·本·穆罕默德·本·阿卡布之子                       | 沙特 | Saud of Saudi Arabia     |
| 费萨尔 - Faisal                       | 1906年4月14日－1975年3月25日（68歲）  | 1964年11月2日 | 1975年3月25日 （被刺杀） | 本·沙特与塔尔法·本·阿卜杜拉·本·阿卜杜勒耶夫·阿勒希赫之子          | 沙特 | Faisal of Saudi Arabia   |
| 哈立德 - Khalid                       | 1913年2月13日－1982年6月13日（69歲）  | 1975年3月25日 | 1982年6月13日            | 本·沙特与阿勒·贾哈拉·本·阿卜杜勒-阿齐兹·本·穆赛义德·本·吉鲁维之子 | 沙特 | Khalid of Saudi Arabia   |
| 法赫德 - Fahd                         | 1921年3月16日－2005年8月1日（84歲）   | 1982年6月13日 | 2005年8月1日             | 本·沙特与胡萨·本·艾哈迈德·阿勒苏戴里之子                          | 沙特 | Fahd of Saudi Arabia     |
| 阿卜杜拉 - Abdullah                   | 1924年8月1日－2015年1月23日（90歲）   | 2005年8月1日  | 2015年1月23日            | 本·沙特与法赫达·本·法拉赫·本·苏丹·阿勒希塔拉因之子                | 沙特 | Abdullah of Saudi Arabia |
| 萨勒曼 - Salman                       | 1935年12月31日                        | 2015年1月23日 | 現任                     | 本·沙特与胡萨·本·艾哈迈德·阿勒苏戴里之子                          | 沙特 | Salman of Saudi Arabia   |